# NGC 3673
NGC 3673 é uma galáxia espiral barrada (SBb) localizada na direcção da constelação de Hydra. Possui uma declinação de -26° 44' 12" e uma ascensão recta de 11 horas, 25 minutos e 12,7 segundos.
A galáxia NGC 3673 foi descoberta em 22 de Março de 1836 por John Herschel.